# فواسیا
فواسیا (به فرانسوی: Foissiat) یک کمون در فرانسه است که در canton of Montrevel-en-Bresse واقع شده‌است.

## خصوصیات
فواسیا ۴۰٫۳۶ کیلومترمربع مساحت و ۱٬۸۵۵ نفر جمعیت دارد.